# Eemnesserweg 12 (Baarn)

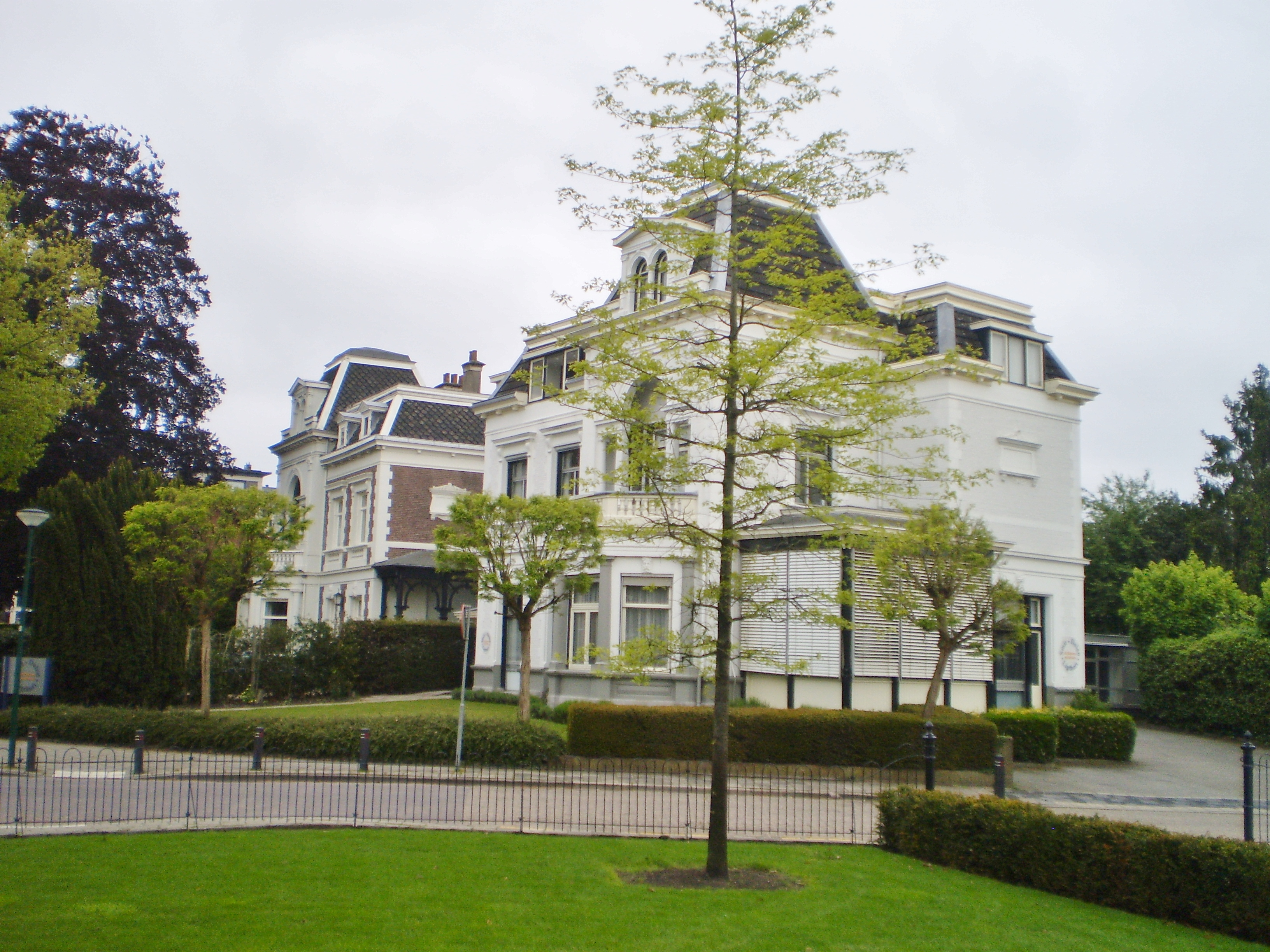
Eemnesserweg 12+14

Villa Castanea aan de Eemnesserweg 12 is een gemeentelijk monument in Baarn in de provincie Utrecht.
De villa's op nummer 12 en 14 vormen elkaars spiegelbeeld. Ze zijn in 1883 tegelijk met de villa aan de Wilhelminalaan 9 gebouwd door dezelfde aannemer. Ze waren jarenlang in bezit bij architect Schill. In het verleden waren de beide villa's met elkaar verbonden door een lager tussenstuk. Castanea betekent kastanjeboom, op de perceelscheiding staat er een. De villa is vaak verbouwd. De ingangen zijn aan de zijkant, opvallend is daarbij het paviljoenachtige stuk. De vensters lijken enigszins op de villa's aan de Van Heutszlaan 2 en Wilhelminalaan 9 uit 1883. Aan de gevels zijn meerdere maskerkoppen aangebracht, zoals ook op Oranjelaan 10 in Baarn. Sinds 1955 was Castanea de openbare leeszaal van Baarn, daarna werd het net als nummer 14 een kantoor.